# Helina vockerothi
Helina vockerothi är en tvåvingeart som beskrevs av Lyneborg 1970. Helina vockerothi ingår i släktet Helina och familjen husflugor. Inga underarter finns listade i Catalogue of Life.